# Fumitake Miura
Fumitake Miura (三浦 文丈 Miura Fumitake?, nacido el 12 de agosto de 1970 en Shimizu, Shizuoka) es un exfutbolista japonés. Jugaba de centrocampista y su último club fue el FC Tokyo de Japón.

## Trayectoria

### Clubes
| Club               | País  | Año         |
| ------------------ | ----- | ----------- |
| Yokohama Marinos   | Japón | 1993 - 1998 |
| Kyoto Purple Sanga | Japón | 1999        |
| Júbilo Iwata       | Japón | 1999 - 2000 |
| FC Tokyo           | Japón | 2001 - 2006 |

## Palmarés

### Títulos nacionales
| Título         | Club             | País  | Año  |
| -------------- | ---------------- | ----- | ---- |
| J1 League      | Yokohama Marinos | Japón | 1995 |
| J1 League      | Júbilo Iwata     | Japón | 1999 |
| Copa J. League | FC Tokyo         | Japón | 2004 |